# Efferia luna
Efferia luna là một loài ruồi trong họ Asilidae. Efferia luna được Wilcox miêu tả năm 1966. Loài này phân bố ở vùng Tân Bắc giới.